# Подземный пожар
Подземный пожар — неуправляемое горение, проходящее под землёй. Может сопровождаться существенными экономическими, социальными и экологическими последствиями.

## Горение угля

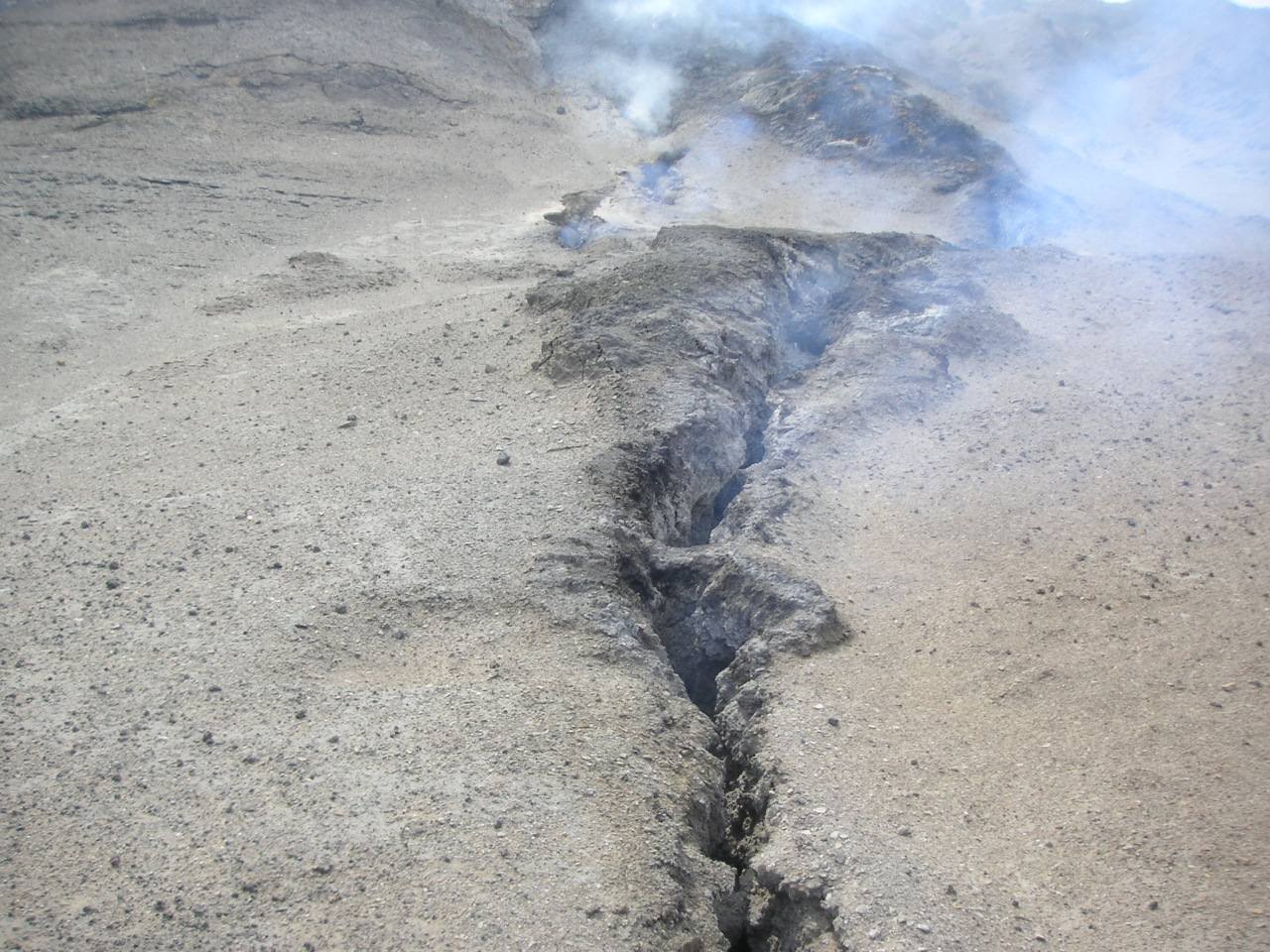
Из-за подземного горения угля (Китай) из-под земли идёт дым…

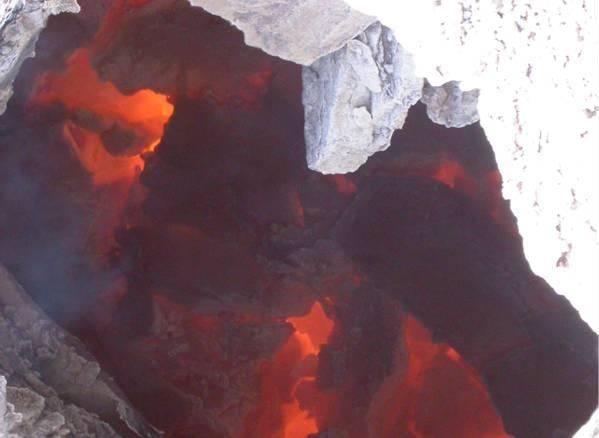
…а кое-где виден и огонь.

Подземные пожары могут продолжаться длительные периоды времени (месяцы или годы, в отдельных случаях — до нескольких тысяч лет — Фанские горы), пока не истощится тлеющий пласт. Они могут распространяться на значительные площади по шахтным выработкам и трещинам в массиве горных пород. Поскольку пожары подземные, их чрезвычайно трудно погасить, что, не в последнюю очередь, связано с трудностью либо невозможностью доступа к очагу горения.
Некоторые возгорания угольных пластов — естественные явления. Некоторые угли могут самовозгораться при температурах выше 100 °C (212 °F) при определённой влажности и размерах пластов. Лесные пожары (вызванные молнией или другие) могут поджигать уголь, залегающий близко от поверхности, и тление может распространяться через пласты, создавая условия для воспламенения более глубоких пластов. Доисторические обнажения шлака на Американском Западе — результат доисторических горений угля, которые оставили остаток, сопротивляющийся эрозии лучше чем матрица. По оценкам учёных, Горящая гора в Австралии является самым старым из известных горящих месторождений угля — пожар там продолжается около 6000 лет.
В мире существуют тысячи активных неустранимых подземных пожаров, особенно в Китае и Индии, где бедность, недостаток правительственного регулирования и безудержное развитие вместе создают угрозу окружающей среде. Современные слоевые горные разработки открывают тлеющие пласты угля воздуху, возобновляя горение.
Среди сотен подземных пожаров в Соединённых Штатах наиболее известный находится в городе Централия, штат Пенсильвания. Начал гореть в 1962 году. Сегодня активны и другие подземные пожары в США, например в городе Вандербилт, также штат Пенсильвания (штат с наибольшим количеством подземных пожаров).
Подземные пожары могут начинаться в результате аварии, обычно вызывая взрыв газа. Некоторые подземные пожары начались, когда власти взрывали нелегальные горные разработки. Много недавних шахтных пожаров начались по вине людей, сжигающих мусор в ямах поблизости от брошенных угольных шахт (как, например, это произошло в Централии).
Сельские жители Китая в угольных регионах часто добывают уголь для домашнего использования, отказываясь от выработок, когда они истощаются, бросая быстро воспламеняющуюся угольную пыль на открытом воздухе. Отображение угольных пожаров Китая на карте со спутниковой фотографии обнаружило многие предварительно неизвестные пожары. Имеется несколько успешных примеров борьбы с подземными пожарами: в 2004 году в Китае удалось потушить пожар в угольной шахте Люхуангоу, около Урумчи в области Синьцзян, горение которого продолжалось с 1874 года. Самые страшные из текущих пожаров находятся в каменноугольных бассейнах Уда во Внутренней Монголии. Угольные пожары Китая сжигают 20—30 миллионов тонн угля в год.
Ликвидацию подземных пожаров в шахтах, а также спасение людей в России осуществляет ВГСЧ. 
Важное значение имеют технологии мониторинга и идентификации подземных пожаров в угольных шахтах.

## Горение горючих сланцев
Также существует явление эндогенного горения горючих сланцев. Так как сланцы находятся под землёй фактически без доступа воздуха, при проходке выработки к залежи сланцев появляется доступ кислорода. Через некоторое время тепла, выделяемого при окислении сланцев, хватает на то, чтобы возникло возгорание. Так, например, на шахтах «Черемуховская» (пос. Черёмухово, близ Североуральска, Свердловская область) и других шахтах ОАО «СевУралБокситРуда» много лет продолжаются эндогенные пожары, с которыми пытаются бороться путём отсекания доступа воздуха в горящие выработки. Несмотря на это, кислорода, проникающего сквозь трещины в породе и щели в перемычках, хватает, чтобы поддерживать горение многие годы.

## Горение торфа
В местах массовой залежи торфа, особенно на осушенных торфяниках, возможно возникновение подземных пожаров. Торфяные пласты могут гореть без доступа воздуха с поверхности, что затрудняет тушение торфяных пожаров. 
При выгорании торфяного пласта под поверхностью почвы образуется каверна (полость), которая может представлять опасность провала для людей и техники. Торфяные пожары также опасны тем, что приводят к задымлению огромных площадей, что способствует увеличению смертности, особенно среди людей с заболеваниями сердечно-сосудистой системы и органов дыхания.
Причиной возгорания торфа может быть поджог сухой травы или неосторожное обращение с огнём. Вопреки распространённому мифу, торф не самовозгорается. 
Критически важным сезоном с точки зрения борьбы с торфяными пожарами является весна. Именно весенние палы сухой травы на поверхности осушенных торфяников и заброшенных торфяных месторождений приводят к появлению многочисленных очагов тления торфа на огромных площадях.

## Горение лигнина
Существует большое количество полигонов с захоронениями лигнина, так как он является отходом целлюлозно-бумажных комбинатов, гидролизных заводов. Подземные пожары лигнина представляют опасность. При горении лигнина выделяются сернистый ангидрид, окись азота и множество других вредных веществ.
Предпринимались попытки тушения горящего лигнина на полигоне закачиванием глинистого раствора в пробурённые скважины.
Лимнологическим институтом СО РАН разработана технология тушения горящего лигнина с использованием золошлаковых отходов ОАО «Иркутскэнерго», которая использовалась для тушения горящего лигнина на лигнинохранилище Зиминского гидролизного завода начиная с 2005 г.
Для тушения опытного участка было использовано 10 000 тонн золошлаков из золоотвала Зиминского участка Н-ЗТЭЦ, всего на золоотвале складировано порядка 262 000 тонн.
Для тушения лигнина шламы (отходы ТЭЦ) распыляются на полигоне с помощью гидропульпы и проникают в поверхностный слой лигнина на глубину до 30 см. Благодаря минеральной составляющей они препятствуют возникновению возгораний. На месте безжизненных, много лет дымящих полигонов, уже весной можно высаживать траву.